# Arturo Gervasoni
Pour les articles homonymes, voir Gervasoni.
 (septembre 2024).
Arturo Gervasoni, né le 28 février 1962 à La Falda, Cordoba, Argentine, est un compositeur de musique contemporaine vivant en France.

## Biographie
Arturo Gervasoni a étudié à l’Université nationale de Córdoba (Argentine). Il a pris des cours avec Helmut Lachenmann, Luigi Nono en Argentine, et Tristan Murail, Philippe Manoury (IRCAM) et Peter Eötvös en France. Il a fait un Master (2004) et un Doctorat en Musicologie (2007) à l’Université de Rennes. Sa musique pourrait s’entendre comme une recherche de « stimulations sonores » à travers l’énergie et le caractère. Ses œuvres, de type séquentiel, sont par moments, discursives. Beaucoup de ses pièces sont d’inspiration littéraire et philosophique à travers d’auteurs comme Jorge Luis Borges, Alberto Manguel, Arthur Danto. Des œuvres d’autres compositeurs peuvent également l’inspirer, ainsi que des moments de l’histoire récente ou passée, lui suggérant des œuvres qu’il qualifie de « dérivées ». Son œuvre a été jouée et diffusée dans différents pays comme les États-Unis, le Mexique, l'Argentine, la France, l'Angleterre, l'Italie, l'Allemagne, l'Espagne, le Japon, le Chili, le Brésil, la Russie. Sa production comprend musique de chambre, pour orchestre, musique vocale, électroacoustique, musique pour le théâtre et la danse.
Des interprètes comme Pablo Marquez, Isabel Soccoja, Maxime Pascal, Michel Grizard, les ensembles North/South Consonance (New York), Psappha (Manchester), Crush (Allemagne), Utopik (Nantes), Voix de Stras' (Strasbourg), KNM (Berlin) et les Orchestres Philharmonique de Radio France, Poitou-Charentes, Universitaire de Nantes, Libertador San Martin, Orchestre Nationale des Pays de La Loire, ont joué sa musique.

## Écrits
- L'insaisissable création musicale de la fin du XXe siècle. (Une période classique), éd. de la médiathèque Hermeland de Saint-Herblain, (France, 2003).
- La pensée musicale de György Kurtag, éd. Presses universitaires de Rennes (mars 2009), dans la collection Aesthetica.
- Approche musicale de la directionnalité dans Imaginary sky-lines, éd. Suvini Zerboni. (Italie, 2010)
- Directionnalités dans la musique d’Ivan Fedele, Thèse. éditions Universitaires européennes. (Allemagne, 2010)

## Édition discographique
- 2022 Sax O'Celte - Ronan Baudry et les étudiants du Pont Supérieur Bretagne-Pays de la Loire
- 2020 Yendo - Distribución Digital Exclusiva
- 2014 Integrados - collection « Parte de la Historia » cmmas CD019 (avec Ricardo Dal Farra, Mexique)
- 2006 Cantate Symphonique - Orchestre et chœur de l’Université de Nantes.
- 1998 Berlingot Musique d’Aujourd’hui (avec le soutien de la D.R.A.C. de  Pays de Loire, France)
- 1988 Série « Musique Argentine du XXe siècle » éditée par CIRCE 2005 (Argentine).
- 1987 « Musique Électroacoustique en Temps Réel » éditée par IRCO 31C (avec Ricardo dal Farra, Argentine).
- 1986 « Carlos Costa : guitare » éditée par CIRCE 2002. (Argentine).

## Activité pédagogique
- Professeur de composition au CRR de Nantes depuis l'année 2022.
- Professeur au Pôle d'Enseignement Supérieur Spectacle Vivant Bretagne-Pays de la Loire depuis l'année 2014.
- Professeur titulaire d’écriture, analyse, musique assistée par ordinateur et composition au CRD de Saint Nazaire depuis l’année 2009.
- Professeur d’initiation à la recherche méthodologique au CEFEDEM des Pays de Loire de l’année 2004 jusqu'à 2013.
- Professeur titulaire de culture et langages musicaux au Conservatoire à rayonnement départemental de Ville d’Avray 2004-2008.
- Professeur d’analyse de la musique du XXe siècle (chargé de cours) Université permanente de Nantes depuis l’année 1999.

## Catalogue

### Musique de chambre

#### Instrument soliste
- 1989 Fluctuations (guitare). Durée : 7 min env. Créée le 21/11/91 par Pablo Marquez à la Maison de Radio France. IIe prix Concours international de Guitare de Radio France.
- 1990 4 pièces pour flûte seule (flûte). Durée : 11 min env. Créée le 1/03/91 par Salvador Gonzales Torre au Mexique. Mention Irino Prize au Japon. Prix Tribune Nationale de Compositeurs, Argentine. Ed. Gérard Billaudot.
- 1992 Circundantes (guitare). Durée : 9 min env. Créée le 25/05/93 par Michel Grizard au château de la Gobinière à Orvault.
- 2004 Récit d’action (pour guitare seule). Durée : 4 min env. Créée par Alexeï Khorev à la médiathèque Samuel-Beckett de la ville de Guérande le 15 novembre 2007.
- 2008/09 J.S. uns kommer her (pour guitare). Durée 5 min env. Créée le 20 mars 2010 par Michel Grizard au Musée des Beaux Arts de Nantes.
- 2008/09 Choike Purrum (pour guitare). Durée 3 min env. Créée le 20 mars 2010 par Michel Grizard au Musée des Beaux Arts de Nantes.
- 2009/10 L’écran de Hal (pour flûte seule). Durée 6 min 40 s env. Créée le 20 mars 2010 par Yves Müller au Musée des Beaux Arts de Nantes.
- 2009/10 Trajectoires en rotation (pour piano). Durée : 7 min 30 s env.
- 2011/12 Como encendida (pour guitare électrique jouée par un percussionniste). Durée : 6 min env. Créée le 03/05/12 par Bruno Lemaître à l'auditorium du CRR de Nantes à L'heure musicale du jeudi.
- 2017/18 Linear motion (pour guitare électrique). Durée : 6 min env.

#### Duos
- 1992 Viaje en circulos de obsesion (duo Vl. et Mba.). Durée : 7 min env. Mention Concours Marimolin aux E.E.U.U.
- 1998 Tracks theatre (pour clavecin et guitare). Durée : 9 min env. Créée le 2 mars 1999 à l’auditorium du Conservatoire de Nantes à l’heure musicale du jeudi.
- 2004 Le Ti-Chiang (pour flûte et piano). Durée : 7 min env. Créée le 19 mars 2005 à la médiathèque Hermeland de Saint-Herblain. Sophie Arsenian : Piano. Yves Müller : Flûte.
- 2008 Fiction spéculaire (Digression sur Reading Pictures d’Alberto Manguel) (pour piano à quatre mains et vidéo). Durée 15 min env.
- 2008 Lonkomeo o la fiesta del aire (pour Fl. basse et Cl. basse). Durée 10 min env. Créée le 30 janvier 2009 par Yves Müller et Frédéric Müller au château de la Balinière.
- 2010 Sonate pour violon et piano n°7 de W. A. Mozart (pour flûte et piano) 6 min 30 s env. Créée le vendredi 18 février 2011 par Yves Müller et Sophie Arsenian au château de la Balinière.
- 2014 IR (duo violon et guitare). Durée : 7 min env. Créée le 10/04/15 par le duo Cordes et âmes à Sisteron. Sara Chenal : violon et Olivier Pelmoine : guitare
- 2016 Solo Yo (voix de femme et violon). Durée : 13 min env. Texte : Rémi Checchetto . Commande de la compagnie Le Grain. Théâtre de la voix. Créée le 24 septembre 2016 au Centre François Mauriac de Bordeaux. Isabel Soccoja : voix . Blandine Chemin : violon.
- 2016/17 Lonkomeo o la fiesta del aire. Deuxième version. (pour fl. basse et cl. basse). Durée : 10 min env. Créée par Gilles de Talhouët et Laurent Berthomier de l'ensemble Utopik le samedi 10 juin 2017 à Stereolux, Nantes.

#### Trios
- 1997 Per sonare (pour fl., guitare et piano). Durée : 5 min env. Commande de l’Ensemble “A Piacere” de Rouen.
- 2008 Répliques de l’esprit (pour clarinette basse, saxo barytone et vlch). Durée 10 min env. Commande du trio : Oster, Abadie, Cremon. Créée le 13/10/08 au Musée des Beaux-Arts de Nantes.
- 2012 Trajectoires en rotation III (pour trois marimbas). Durée : 7 min env.
- 2012/13 Shimmering Substance (pour trois guitares électriques jouées par trois percussionnistes). Durée : 9 min env. Commande du trio Turbulences (Abel Billard, Arnaud Oster et Bruno Lemaître). Créée le 28/03/13 à la Scène nationale de St-Nazaire
- 2017 Ekzilo A (pour trois harpes : une harpe classique et deux harpes celtiques). Durée : 5 min env. Commande du Festival La Folle Journée de Nantes en région 2018. Créée par Fabrice Arnaud-Crémon et Céline Lamanda harpes celtiques et  Lucie Berthomier harpe classique le samedi 27 janvier 2018 à la Galerie des Franciscains de Saint-Nazaire.
- 2017 Ekzilo B (pour fl, cl. en sib et harpe). Durée : 4' 40" . Commande du Festival La Folle Journée de Nantes en région 2018. Créée par Fabrice Arnaud-Crémon cl. en sib, Céline Lamanda, flûte et  Lucie Berthomier harpe le samedi 27 janvier 2018 à la Galerie des Franciscains de Saint-Nazaire.
- 2017/18 Ekzilo C (pour fl, cl. en sib et harpe). Durée : 4 min env. Commande du Festival La Folle Journée de Nantes en région 2018. Créée par Fabrice Arnaud-Crémon cl. en sib, Céline Lamanda fl. et  Lucie Berthomier harpe le samedi 27 janvier 2018 à la Galerie des Franciscains de Saint-Nazaire.

#### Quatuors
- 1992 Canto de ascension y recuerdo (pour fl. cl. vl. et vlc.). Durée : 10 min env. Créée le 17/02/94 par l’Ensemble B.M.A. au Conservatoire de Nantes. Prix Tribune Nationale de Compositeurs, Argentine en 1994. Sélection North/South Consonance Ensemble à New York city 1997. Sélection ISCM World Music Days Festival au Manchester, Angleterre 1998.
- 1995 Intralinea (pour quatre flûtistes). Durée : 7 min env.
- 1996 Plus deux, plus trois.../ (pour quatuor de guitares). Durée : 7 min env.
- 2005 Arenas alegres (pour Fl., Cl., Vl. et Vlch.). Durée : 6 min env. Créée le 10/05/05 à l’auditorium de l’École de Musique de La Roche s/Yon. Ensemble : Berlingot Musique d’aujourd’hui.
- 2008 La transfiguration du banal, avant le signe (pour quatuor amplifiée : Fl., Piano, Perc. et Vlch.). Durée 10 min env. Commande de l’école municipale de musique de Saint-Herblain. Créée le 02/05/08 à la médiathèque de Saint-Herblain.
- 2014/16 Quatuor (pour quatuor à cordes). Durée: 10 min env.
- 2018/19 Gritos Argentinos pour 2 pianos, 2 percussionnistes, bande électroacoustique et un film réalisé par Ollivier Moreels. En deux parties : Relief résiduel, durée : 9' et Dinámica Argentina, durée : 12'. Créée le 15 juin 2019 au Théâtre Jean Bart de Saint-Nazaire par Nathalie Darche et Carine Llobet, pianos et Bruno Lemaitre et Mathéo Guyon, percussions.
- 2021/22 Ata. Larmes infinies (pour quatuor et narrateur : 1 flûtiste, flute en ut et flute basse ; 1 clarinettiste, clarinette en si b et clarinette basse ; 1 saxophoniste, saxophone alto et saxophone baryton ; 1 pianiste + 1 narrateur). Durée : 60 min env. Créée le 11 octobre 2022 au Théâtre Jean Bart à Saint-Nazaire. Pièce bénéficiant de l’Aide à l’Ecriture d’une Œuvre Musicale Originale du Ministère de la Culture – Préfet de la Région des pays de la Loire.

#### Quintettes
- 1991 Subito (quintette pour fl. cl. vl. vlc. et clavecin). Durée : 9 min env. Créée le 21/04/93 par l’Ensemble Rhizome dans l’Espace Musical de l’Université de Rennes. Sélection Concours National de l’Université de Rennes. IIIe prix Moldavian International Contest., Moldavie.
- 1991 Le jardin des sentiments convergents (quintette pour fl. cl. vl. vlc. et guitare). Durée : 11 min env. Créée le 5 juin 1992 par l’Ensemble B.M.A. au Château de la Gobinière à Orvault. Mention Concours International Irino Prize au Japon.
- 1994 La felicidad caliente (pour quatuor à cordes et piano). Durée : 9 min env. Créée le 14 mars 1996 par l’Ensemble LACME à l’auditorium du Conservatoire de Musique de Nantes.
- 1997 Detras de dios (pour fl., cl., vl., vlch. et piano). Durée : 9 min env. Commande de l’Atelier Musique Contemporaine de Ville-d'Avray. Créée le 25 mai 1998 au château d’Avray.
- 1999 Divertimento (pour fl., cl., vl., vlc., et guitare). Durée : 8 min env. Commande de l’Ensemble B.M.A. Créée le 4 décembre 1999 au théâtre de la Gobinière à Orvault.
- 2005/06 Variations (pour quintette de guitares). Durée : 7 min env. Commande des Écoles de Musique de Saint-Herblain, Orvault, Saint-Nazaire et Châteaubriant. Créée le 9 novembre 2006 au théâtre de Saint-Herblain et reprise dans les villes d’Orvault, Saint-Nazaire et Châteaubriant.
- 2009/10 Tissage en élan (pour fl., cl., vl., vlch. et guit.) 9 min env. Créée le 20 mars 2010 par l'Ensemble B.M.A.
- 2010 Buenos Aires Extrema, spectacle multimédia pour quintette (violon, saxo, piano, contrebasse et percussion), projection vidéo, sons électroacoustiques. 50 min env. Créée le 8 décembre 2010 au LIFE-Base des sous-marins de St.-Nazaire. Commande du Fanal et de CRD de Saint-Nazaire. 1- Interlude I (mixte) 2-Cummamta (quintette) 3-Interlude II (électroacoustique et vidéo) 4-Milmilonmiga Senentitalmen (Quintette) 5-Interlude III (électroacoustique et vidéo) 6- Trajectoires en rotation II (Piano) 7- Interlude IV (électroacoustique) 8-Buenos Aires extrema I (quintette) 9- Interlude V (mixte) 10-Pun-cha cuartetazo (quintette)

#### Sextuors
- 2016/17 Yendo (pour fl., cl. en sib, piano, vl., vlch. et guit.). Durée : 10 min env. Commande de l'Ensemble Utopik et créée par le même ensemble le samedi 10 juin 2017 à Stereolux, Nantes.
- 2017 Otro Buenos Aires (pour fl, cl en sib, vl., vlch., piano et guit.). Durée : 7 min env. Commande de l'Ensemble Utopik et créée par le même ensemble le samedi 10 juin 2017 à Stereolux, Nantes.

### Musique pour ensemble
- 1994 Confines de Penumbras (pour 15 musiciens). Durée : 17 min env. Créée le 27 janvier 1998 par l’Orchestre Poitou-Charentes au Conservatoire de Nantes. Mention Spéciale Prix national du concours de la Présidence de la Nation 2004, Argentine.
- 2014/15 Layers (pour 7 saxophones, une cornemuse en do et une bombarde). Durée : 7 min env. Commande du Pôle d'enseignement supérieur spectacle vivant Bretagne-Pays de la Loire. Création le 11 juillet 2015 au Festival mondial de saxophones à Strasbourg.
- 2021/22 Sept miniatures pour ensemble (pour 15 musiciens). Durée : 15 min env. Créée le 5 avril 2022 à La Soufflerie à Rezé par l'Orchestre Nationale des Pays de La Loire - Commande de la O.N.P.L.

### Musique pour orchestre
- 1993 Anatomias transparentes (pour grand orchestre). Durée : 15 min env. Prix Fondo Nacional de las Artes 2002 en Argentine.
- 2001 Rail (pour orchestre). Durée : 17 min env. Commande du Conservatoire de Nantes.
- 2005/06 Cantate symphonique (pour quatre solistes, chœur, orchestre et sons électroacoustiques). Durée : 45 min env. Commande du Service culturel de l’Université de Nantes et de la DRAC de Pays de la Loire. Créée le 10 avril 2006 au théâtre Universitaire de Nantes sous la direction de Stéphane Oster. Édition en DVD par l’Université de Nantes.
- 2011 Triptical and symmetric fantasy (double concerto pour saxophones et orchestre d'harmonie). Durée : 18 min env. Créée le 16 décembre 2012 à la salle Bonne Fontaine de Montoir-de-Bretagne par l'Orchestre d'Harmonie de Saint-Nazaire dirigée par Bruno Yviquel. Solistes : Nicolas Prost et Anne Lecaplain
- 2014 Pentalogie (pour grand orchestre). Durée : 11 min env. Commande de Radio France. Créée le 20 mars 2015, émission "Alla breve" de France Musique. Orchestre philharmonique de Radio France, direction : Maxime Pascal[1].
- 2014/15 Trajicere (concerto pour clarinette en si♭, récitant, orchestre symphonique d'élèves et musiciens amateurs, ensemble de personnes valides et handicapées et dispositif électroacoustique). Durée : 18 min env. Aide à l'écriture d'une œuvre musicale originale de l’État. Création le 28/11/15. Orchestre Symphonique de Saint-Nazaire, Atelier Quoi de neuf ?, direction : Thierry Brehu. Clarinette : Fabrice Arnaud-Cremon.
- 2017/18 Wiederholung . (pour Orchestre). Durée : 20' env. Commande la Philharmonie de deux mondes. Créée le mardi 22 mai à la Scène Nationale de Saint-Nazaire. Dir. Philippe Hui.

### Musique électroacoustique

#### Œuvres mixtes
- 2001 Sssschchss (pour voix de femme et sons électroniques et vidéo). Durée : 11 min env. Créée le 14 mars 2002 à l'Université de Paris VIII à Paris. Vidéo : Isabelle Dehay
- 2002/ 03 L'ombre du souffle (pour Flûte et sons électroacoustiques). Durée : 7 min env. Créée le 14 février 2003 par Yves Müller au Centre musical de la Balinière à Rezé
- 2003 Circundantes en eco (pour guitare et sons électroacoustiques). Durée : 10 min env. Créée le 7/03/03 par Michel Grizard au musée des beaux-arts de Nantes. Mention Concours international de musique électroacoustique Pierre Schaeffer 2003 (Italie).
- 2003 Next Bach (pour grand marimba et sons électroacoustiques). Durée : 9 min env. Créée le 18/03/03 par Hedy Rejiba à l’auditorium du Conservatoire de Musique de Nantes à l’heure musicale du jeudi. Sélection concours international de musique électroacoustique de São Pablo (Brésil), 2005.
- 2006 El patio iluminado (pour deux pianos, marimba, vibraphone et sons électroacoustiques). Durée : 8 min env. Commande de l’Association Syntono. Créée par l’ensemble Utopik à Nantes et reprise à Turin et Weimar.
- 2014 Impulso interno (flûte et dispositif électronique). Durée : 3 min env. Premier prix au Concours international de composition pour un instrument acoustique et dispositif électronique. Association Musinfo. Bourges, France.
- 2014/15 Écart à l'équilibre (violon et dispositif électronique). Durée : 10 min env. Commande de l'Association Musinfo. Création le 2 juin 2015 à Bourges dans le cadre des Journées d'Art et Sciences. Violon : Marie-Violaine Cadoret.
- 2013/17 Mechanical area (pour pianiste sur surface). Durée : 5 min env. Commande de l'Ensemble Utopik avec le soutien de la Fondation Francis et Mica Salabert. Créée par Ludovic Frochot de l'ensemble Utopik le samedi 10 juin 2017 à Stereolux, Nantes.
- 2020 L'océan serait ma chair. Musique électroacoustique pour le film d'Ollivier Moreels et Jean-Louis Vincendeau. Durée : 6 min 8 s
- 2022 Idiosyncrasie (pour sextuor amplifié : flûte, saxo soprano, clarinette en si b, trompette en si b, clarinette basse en si b et violoncelle, sons électroniques et vidéo). Durée 15 min env. Créée le 18 décembre 2022 au Fahrbereitschaft à Berlin - Allemagne par l'Ensemble KNM. Commande de Impuls Neue Musik, KNM et Théâtre Athénor.

### Musique vocale
- 1995 Et l’unique cordeau... (pour deux voix de femme). Durée : 3 min env. Commande de l’Espace musical de l’Université de Rennes. Créée le 9 février 1995 à l’Espace musical de l’Université de Rennes.
- 2000 L'intérieur du verbe (pour huit voix). Durée : 11 min env. Commande du Ministère de la Culture. Créée le 08/03/02 par L'ensemble Quod Libet dirigé par Claude Martinet à la chapelle de l'Oratoire (Nantes).
- 2012 D'après Écrit sur un nuage (pour voix parlée et piano) sur un texte d'Ernest Pépin. Durée : 7 min 50 s env.
- 2012/13 Angarekóta (pour six voix). Durée : 7 min env. Commande du Sextuor vocal Sussistinako, direction Yves Krier, créée le 3 avril 2012 aux Champs Libres de Rennes.
- 2015 ParaLangage (pour six voix de femmes). Durée : 7 min env.  Commande de l'ensemble Calliope, voix de femmes et de la SACEM. Créée à Lyon en octobre 2015 par l'ensemble Calliope voix de femmes. Dir. Régine Théodoresco.
- 2017 ParaLangage. Deuxième version (pour voix de femmes version à quatre voix). Durée : 8 min env. Commande de l'ensemble les Voix de Stras'  et  Césaré– CNCM. Créée par Voix de Stras'  le dimanche 3 juin 2018 à l'Opera de Reims. Dir. : Catherine Bolzinger.
- 2018/19 Les quatre saisons... se déchaînent (pour cinq voix de femmes). Durée : 40 min env. Créée le 12 mai 2019 par Les Voix de Stras. (Dir Catherine Bolzinger) à l' Abbatiale de Ebersmunster, Strasbourg. Commande de Les voix de Stras
- 2021/22 Orphéons Urbains (pour ensemble vocale). Durée : 30 min env. Créée le 15 juin 2022 à Orvault. Commande de la DAAC et l'Inspection Académique de Nantes.

### Musique pour le théâtre
- 1998 Musique pour l’œuvre de Théâtre “GASPARD” de Peter Handke. Durée : 1 h 20 min. Commande de la Cie La Lune Rose. Créée le 17 avril 1998 à la Scène nationale de Saint-Nazaire.
- 1999/ 00 Poldi ou la maison de l’écrivain Création collective avec des élèves de l’école de musique pour l’œuvre de théâtre du même nom. Commande de l’École de musique de la ville de Rezé. Créée le 27 juin 2000 au théâtre Le Sémaphore de Nantes.

### Musique pour la danse
- 2002 D'eux (musique électroacoustique, pour le spectacle chorégraphique de Josias Torres Galindo). Durée : 36 min env. Commande de la ville d'Orvault. Créée le 23 novembre 2002 au théâtre de la Gobinière (Orvault).

### Œuvres pédagogiques
- 1991 4 pièces pédagogiques (guitare). Durée : 9 min env. Créée le 24 mai 1991 à la Cité universitaire de Paris par Ludmilla Kürs.
- 1995 Les petits guitaristes débutants (œuvre pédagogique pour guitare). Durée : 11 min env. Ed. Paul Beuscher.
- 1996 Ordenes cuantitativos (œuvre pédagogique pour 12 instruments). Durée : 8 min env. Commande de l’École de musique de la Ville de Rezé. Créée le 5/05/97 au Théâtre de Rezé. Dir. : Arturo Gervasoni
- 1996 Sisdisis (œuvre pédagogique pour Harpe Celtique). Durée : 6 min env. Créée le 5 mai 1997 au théâtre de Rezé.
- 1997 Secciones (œuvre pédagogique pour orchestre à cordes). Durée : 7 min env. Commande de l’École de musique de la ville de Rezé. Créée le 28/03/98 au théâtre de Rezé.
- 1998 Étoiles liquides (pour vlc. et bande). Durée : 5 min env. Commande de l’École de Musique de la Ville de Saint-Nazaire. Créée le 24 juin 1999 au Théâtre du Peuple de Saint-Nazaire.
- 1998 De Binario A... (œuvre pédagogique pour orchestre à cordes). Durée : 9 min env. Commande de l’École de musique de la Ville de Saint-Nazaire. Créée le 29 janvier 2000.
- 1998 4 chants pour le temps (pour chœur). Durée : 11 min env. Commande de l'A.D.D.M. 44 et du C.A.M. 44. Créée le 4 avril 1999 au théâtre de la Gobinière à Orvault.
- 1999 Per sonare II (œuvre pédagogique pour orchestre d’élèves). Durée : 5 min env. Commande de l’Ecole de Musique de la ville de Rezé. Créée le 22 mai 2000 au Centre musical de la Balinière à Rezé.
- 2001 Treize pièces pour instrument solo et bande. Durée : 17 min env. Commande de l’École de musique de la ville de Rezé. Créée le 20 juin 2002 à la Balinière (Rezé).
- 2001 Plainte. Angelus. Angelus II. Saint to Play. Tripartition et solo. Durée : 12 min env. Commande de l’École de musique de la ville de St.-Herblain. Créée le 15 mai 2002 à la Carrière. (Saint-Herblain).
- 2001 Cinco piezas (pour voix d’enfants et bande). Durée : 9 min env. Commande de l'Inspection Académique de Saint-Nazaire et de l'A.D.D.M. 44. Créée le 28 mai 2002 au théâtre Jean-Bart de Saint-Nazaire.
- 2001 Après ? (pour chœur, chœur d'enfants, solistes, piano, vibraphone, marimba, percussion, contrebasse et bande magnétique). Durée : 15 min env. Commande de l'Inspection académique de Saint-Nazaire et de l'A.D.D.M. 44. Créée le 28 mai 2002 au théâtre Jean-Bart de Saint-Nazaire.
- 2002/03 À table (musiques par ordinateur et objets de cuisine). Création collective avec des enfants de la classe de CM 1 de l’école élémentaire de la Houssais de la ville de Rezé. Commande de la ville de Rezé.
- 2004 Líneas blancas (pour ensemble). Durée : 6 min env. Commande de l’école municipale de musique de Carquefou. Créée le 23 juin 2004. Salle Nicole Étienne-La Fleuriaye. Carquefou. Dir. : Arturo Gervasoni
- 2004 Triple immigration de s’u tsyöna (pour ensemble). Durée : 9 min env. Commande de l’école municipale de musique de Rezé. Créée le 21 juin 2004 au Centre musical de la Balinière, Rezé.
- 2004 Rêves et cauchemars (pour voix et sons électroacoustiques). En collaboration avec les maîtres d’école étudiants de deuxième année à l’IUFM. Durée : 11 min env. Créée le 27 juin 2004 au musée des beaux-arts de Nantes. Commande de la DRAC de Pays de Loire et l’IUFM de Nantes.
- 2004 Effervescence (pour voix et sons électroacoustiques). En collaboration avec les maîtres d’école étudiants de deuxième année à l’IUFM. Durée : 10 min env. Créée le 27 juin 2004 au musée des beaux-arts de Nantes. Commande de la DRAC de pays de Loire et l’IUFM de Nantes.
- 2005 Les larmes de la traversée (pour Narrateur, Chœur, Orchestre). Durée : 35 min env. Commande de l’École de Musique de la Ville de Rezé. Créée le 9 janvier 2006 au théâtre de la ville de Rezé.
- 2005/06 La nostalgie de la distance (pour sept guitares et vidéo). Durée : 6 min env. Commande des Écoles de Musique de Saint-Herblain, Orvault, Saint-Nazaire et Châteaubriant. Créée le 09/11/06 au théâtre de Saint-Herblain et reprise dans les villes d’Orvault, Saint-Nazaire et Châteaubriant.
- 2005/06 Free radical (pour ensemble de guitares sons électroacoustiques et vidéo). Durée : 4 min env. Commande des Écoles de Musique de Saint-Herblain, Orvault, Saint-Nazaire et Châteaubriant. Créée le 9 novembre 2006 au théâtre de Saint-Herblain et reprise dans les villes d’Orvault, Saint-Nazaire et Châteaubriant.
- 2005/06 When the world… (pour ensemble de guitares, sons électroacoustiques et vidéo). Durée : 4 min env. Commande des Écoles de Musique de Saint-Herblain, Orvault, St-Nazaire et Châteaubriant. Créée le 9 novembre 2006 au théâtre de Saint-Herblain et reprise dans les villes d’Orvault, Saint-Nazaire et Châteaubriant.
- 2006 Emprut aux Aka (pour trois saxes et sons électroacoustiques). Durée 5 min env. Commande de l’École Municipale de Musique de la ville de Rezé. Créée au château de la Balinière le 19/05/07
- 2006 Échos et miroirs proches (pour ensemble de clarinettes et bande non obligé). Durée 7 min 40 s env. Commande de l’École municipale de musique de Loudun et du CRR de Nantes. Créée au Centre culturel de la ville de Loudun le 02/06/07.
- 2007 Ritual festivo (pour quatuor soliste et ensemble de saxophones). Durée 7 minenv. Commande de l’École municipale de musique de la ville de Clamart. Créée le 28/04/07.
- 2008 Jazmines y claveles del alto Peru (pour ensemble de jazz). Durée 7 min env. Commande de l’École municipale de musique de Rezé. Crée le 24/06/08.
- 2008 Trottoir de Quilmes (pour ensemble de jazz). Durée 7 min env. Commande de l’École municipale de musique de Rezé. Créée le 20/06/2009.
- 2010 Trois pièces pédagogiques pour saxo alto et sons électroacoustiques : - Après « Fontana mix » de John Cage. - L’un, l’autre. - Luces y mariposas en la noche calma. Commande de l’École municipale de musique de la ville de Rezé. Créées le 20 juin 2011.
- 2010 Blues d’avant (œuvre pédagogique pour ensemble de saxos) 4 min env. Commande de l’association Saxiana pour un Concours national de saxo. Créée le 13 mars 2011 au CRR de Paris.
- 2011/12 Valse (pour quintette de saxophones). Durée : 5 min env. Commande de l'École municipale de musique de la ville de Rezé. Créée le 08/06/12 au théâtre de Rezé.
- 2011/12 Malambo ausente de Dean Funes (pour fl., cl., vl., saxo. et sons électroacoustiques). Durée : 5 min env. Commande de l'École municipale de musique de la ville de Rezé. Créée le 08/06/12 au théâtre de Rezé.
- 2011/12 Divertimento en trio (pour fl., vl. et saxo.). Durée : 4 min env. Commande de l'École municipale de musique de la ville de Rezé. Créée le 08/06/12 au Théâtre de Rezé.
- 2011/12 Variations linéaires et variations à fenêtres (pour orchestre : fl., cl., saxo., vl., alto et vlch.). Durée : 5 min env. Commande de l'École Municipale de Musique de la ville de Rezé. Créée le 08/06/12 au Théâtre de Rezé.
- 2012 D'après Asturias (pour orchestre à cordes, piano et vlch. solistes et sons électroacoustiques). Durée : 8 min 30 s env. Commande du CRD de Saint-Nazaire pour les "Folles Journées", créée le 26/01/13 à la Galerie des Franciscains de Saint-Nazaire.
- 2013 Rolihlahla! (œuvre pédagogique pour ensemble : 2 fl., 2 vl., saxophone ténor, piano à 4 mains et violoncelle). Durée : 5 min env. Commande de l’École municipale de musique de la Ville de Rezé. Créée le 06/06/14 au Théâtre Municipal de Rezé par les élèves de la EMM de Rezé.
- 2013 ...Et incroyablement près (œuvres pédagogiques pour ensemble : 2 fl., 2 vl., saxophone alto, piano à 4 mains et 3 vlch.). Durée : 5 min env. Commande de l'École municipale de musique de la ville de Rezé. Créée le 06/06/14 au Théâtre municipal de Rezé par les élèves de la EMM de Rezé.
- 2014 Troisième Rosetta (œuvre pédagogique pour soliste et ensemble : vl. soliste, 2 fl., vl., saxophone baryton et piano). Création le 05/06/15 au théâtre municipal de Rezé par les élèves de la EMM de Rezé.
- 2019 Aera Ekzilo (pour choeur et orchestre). Durée : 15 min env. Créée le 10 juin 2020 à l'Alvéole 12 de la Base sous-marine de Saint Nazaire par des écoles de Saint Nazaire et Orchestre d'élèves du CRD de Saint Nazaire. Dir. : Fabrice Arnaud-Crémon. Pièce bénéficiant de l’Aide à l’Ecriture d’une Œuvre Musicale Originale du Ministère de la Culture–Préfet de la Région des pays de la Loire.